# Gregory P. Baxter
Gregory Paul Baxter (* 3. März 1876 in Somerville, Massachusetts; † 10. Februar 1953) war ein US-amerikanischer Chemiker. Er ist vor allem für seine Arbeiten zu Atomgewichten bekannt.
1896 erwarb Baxter einen Studienabschluss an der Harvard University. Ab 1897 war er Dozent in Harvard. 1899 erwarb er bei dem späteren Nobelpreisträger Theodore William Richards mit der Arbeit A Revision of the Atomic Weight of Cobalt einen Ph.D. in Chemie. Nach kurzen Lehrtätigkeiten am Haverford College und am Swarthmore College erhielt Baxter 1902 eine Professur in Harvard. Ab 1925 hatte er dort die nach Richards benannte Professur inne. Von 1911 bis 1932 und von 1938 bis 1944 war er Leiter (Chairman) der gesamten Chemie in Harvard. 1944 wurde Baxter emeritiert. 
Baxter befasste sich mit Analytischer Chemie. Mit den neuesten Methoden seiner Zeit stellte er hochgereinigte Proben her, um das Atomgewicht unter anderem von Iod, Phosphor, Eisen und Silber zu bestimmen. Während des Ersten Weltkriegs arbeitete Baxter für das Kriegsministerium der Vereinigten Staaten und leitete deren Labor für chemische Kriegsführung in Cambridge, Massachusetts. Während des Zweiten Weltkriegs arbeitete er für das Office of Scientific Research and Development.
1907 wurde Gregory Baxter in die American Academy of Arts and Sciences, 1916 in die National Academy of Sciences gewählt. 1934 verlieh ihm die Northeastern Section der American Chemical Society ihre Theodore William Richards Medal. Ab 1929 war Baxter Mitglied, von 1930 bis 1947 Präsident des International Committee on Atomic Weights.
Baxter war mit Amy Baxter verheiratet; das Paar hatte eine Tochter.